# Храшње
Храшње (слч. Hrašné) насељено је мјесто са административним статусом сеоске општине (слч. obec) у  округу Мијава, у Тренчинском крају, Словачка Република.

## Становништво
| Година:    | 1994. | 2004.   | 2014.   | 2024.   |
| ---------- | ----- | ------- | ------- | ------- |
| Број људи: | 521   | 505     | 485     | 480     |
| Разлика:   |       | -3,07 % | -3,96 % | -1,03 % |

| Година:    | 2023. | 2024.   |
| ---------- | ----- | ------- |
| Број људи: | 469   | 480     |
| Разлика:   |       | +2,34 % |

Према подацима о броју становника из 2024. године насеље је имало 480 становника.